# Gestión costera

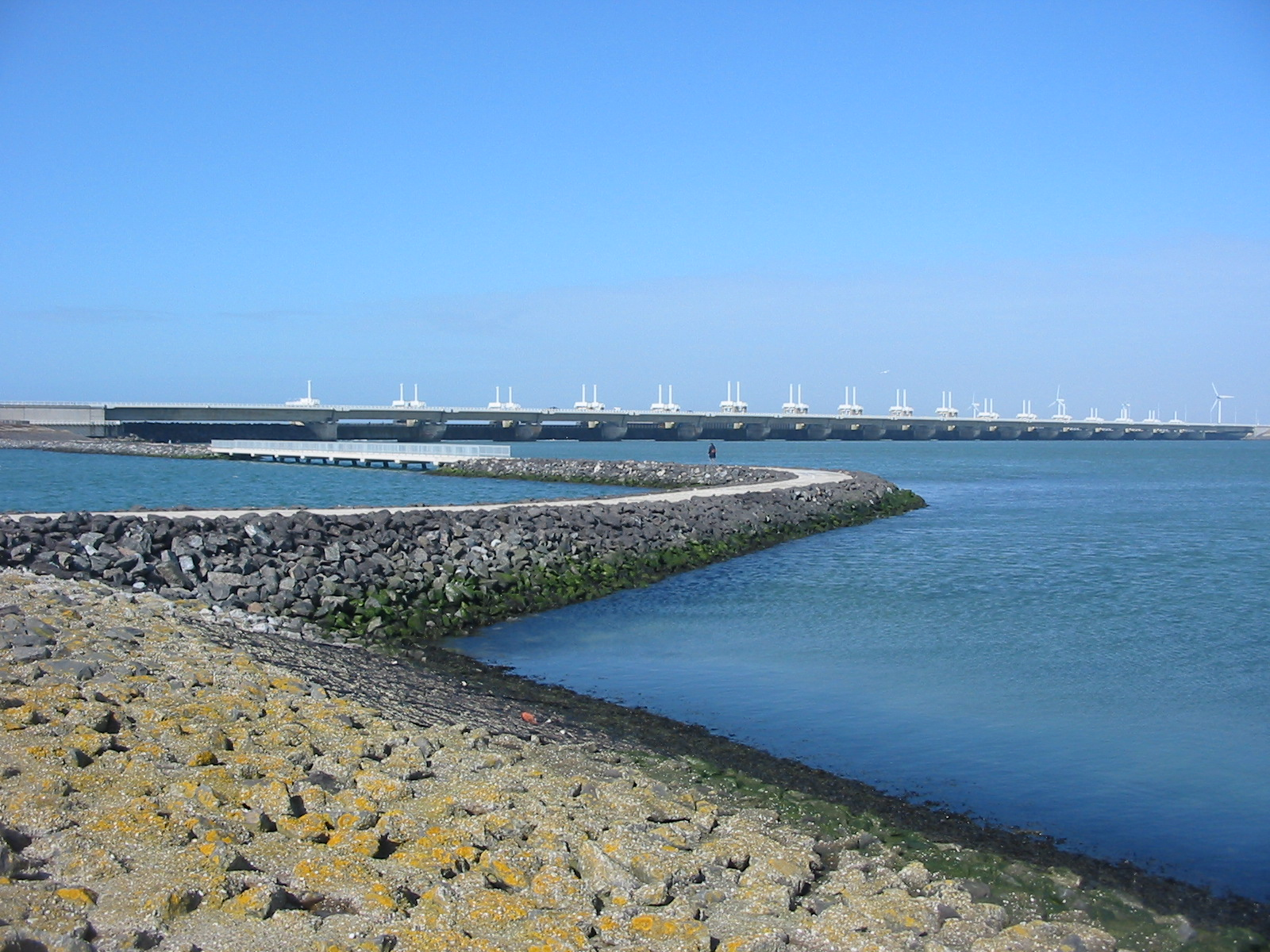
Dique Oosterscheldekering, en Holanda.

La gestión costera es la defensa contra las inundaciones y la erosión, y las técnicas que detienen la erosión para reclamar tierras. La protección contra la subida del nivel del mar en el siglo XXI es crucial, ya que el aumento del nivel del mar se acelera debido al cambio climático. Se prevé que los cambios en el nivel del mar dañen las playas y los sistemas costeros a un ritmo cada vez mayor, provocando la alteración de los sedimentos costeros por la energía de las mareas.

Las zonas costeras ocupan menos del 15% de la superficie terrestre, mientras que acogen a más del 40% de la población mundial. Cerca de 1.200 millones de personas viven en un radio de 100 km de la costa y 100 m del nivel del mar, con una densidad media 3 veces superior a la media mundial de población. Dado que se prevé que tres cuartas partes de la población mundial residirán en las zonas costeras en 2025, las actividades humanas originadas en esta pequeña superficie terrestre impondrán una fuerte presión sobre las costas. Las zonas costeras contienen ricos recursos para producir bienes y servicios y albergan la mayoría de las actividades comerciales e industriales.

## Antecedentes históricos

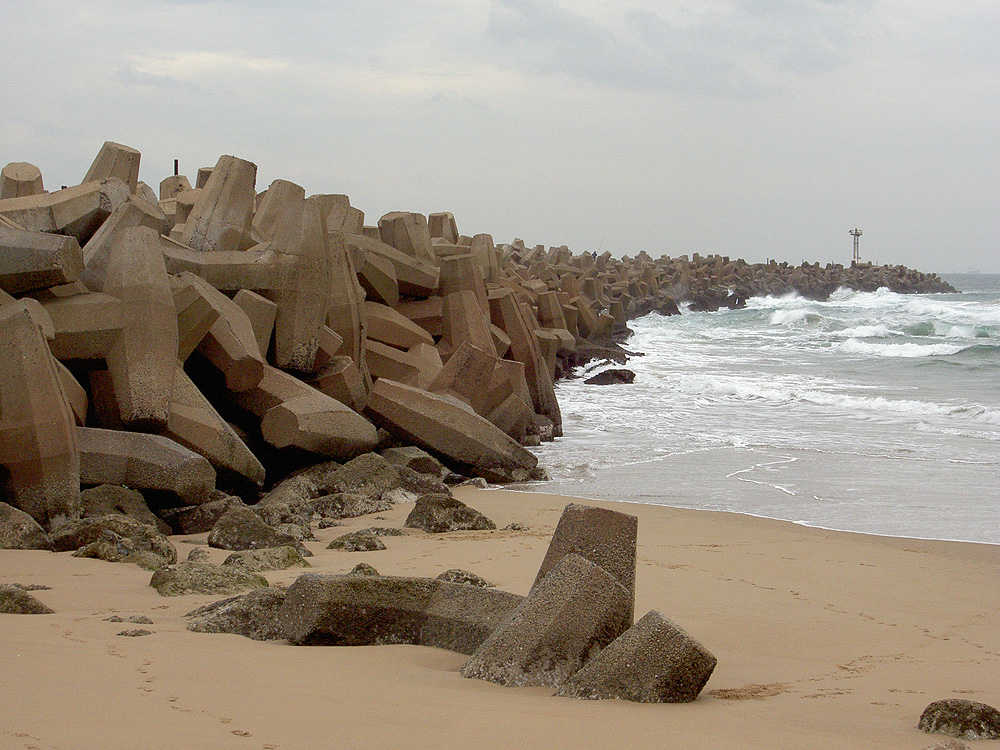
Ejemplo de acción costera en el lateral de una playa

La ingeniería de costas, en lo relacionado con los puertos, comienza con el desarrollo de las civilizaciones ancestrales a la par que el tráfico marítimo, quizás alrededor del 3500 a. C. Las dársenas, los rompeolas y otras obras portuarias fueron construidos manualmente y a menudo a gran escala.
Algunas de las obras portuarias son todavía visibles en unos pocos puertos que todavía hoy existen, mientras que otros han sido recientemente explorados por la arqueología subacuática. Muchas de las obras portuarias ancestrales han desaparecido tras la caída del Imperio romano. 
Muchos de los esfuerzos costeros ancestrales estaban dirigidos a las estructuras portuarias, con la excepción de algunos pocos lugares donde la vida dependía de las protecciones costeras. Venecia y su laguna es uno de esos casos. Las protecciones de las costas de Italia, Inglaterra y Holanda pueden ser rastreadas hasta al menos el siglo VI. En la antigüedad se comprendieron fenómenos como las corrientes del Mediterráneo y los patrones eólicos, así como la conexión causa-efecto entre los vientos y las olas.
Roma introdujo muchas innovaciones revolucionarias en el diseño de puertos. Aprendieron a construir muros subacuáticos y se las arreglaron para construir sólidos rompeolas para proteger puertos completamente expuestos. En algunos casos puede que se empleara la reflexión de las olas para prevenir la colmatación. También emplearon rompeolas superficiales bajos para provocar la rotura de las olas antes de que alcanzaran los rompeolas principales. Fueron los primeros en dragar en Holanda para mantener el puerto en Velsen. Los problemas de colmatación de este puerto fueron resueltos cuando los muelles sólidos anteriores fueron reemplazados con nuevos espigones apilados de una forma abierta.
Los Romanos introdujeron también en el mundo el concepto de las vacaciones en la costa.

### Edad Media
La amenaza de ataque desde el mar causó que muchas ciudades costeras y sus puertos fuesen abandonados. Otros puertos se perdieron debido a causas naturales como la rápida colmatación, el avance o retroceso de la línea de costa, etc. La laguna de Venecia fue una de las pocas áreas costeras pobladas que continuó con su prosperidad y con su desarrollo donde los informes escritos documentan la evolución de los trabajos de protección costera. Los conocimientos científicos e ingenieriles permanecieron vivos en el este, en Bizancio, donde el Imperio romano oriental sobrevivió seiscientos años mientras la Roma occidental decaía.

### Edad Moderna
Leonardo da Vinci puede ser considerado el precursor de la ciencia de la ingeniería de costas, ya que ofreció ideas y soluciones frecuentemente con más de tres siglos de antelación de su aceptación general. Mientras que la ciencia avanzaba a grandes saltos, la construcción de puertos mejoró poco respecto de los métodos romanos después del Renacimiento. A principios del siglo XIX, la llegada de la máquina de vapor, la búsqueda de nuevos territorios y rutas comerciales, la expansión del Imperio británico a través de sus colonias, y otras influencias, contribuyeron a la revitalización del comercio marítimo y renovaron el interés en las obras portuarias.

### sigloXX
Se produce una evolución de la protección costera y el paso desde la construcción de estructuras de defensa a la regeneración de playas. Anteriormente a 1950 la práctica general era usar estructuras duras de protección contra la erosión costera o contra los efectos de los temporales. Estas estructuras consistían normalmente en armaduras costeras tales como rompeolas y revestimientos o estructuras de trampas de arena tales como espigones en peine. Durante los años 1920 y 1930, los particulares y las comunidades locales interesadas protegieron muchas áreas de la costa usando técnicas de alguna manera ad hoc. En ciertas zonas de recreo, las estructuras han proliferado hasta tal extremo que la protección impide en la actualidad el uso recreativo de las playas. La erosión de la arena continuó, pero la parte posterior de la línea de la playa fijada se mantuvo, resultando en una pérdida de superficie de playa. La prominencia y el coste de estas estructuras llevaron a finales de los años 1940 y a principios de los años 1950 la búsqueda de un método nuevo, más dinámico. Los proyectos ya no confiaron más en las estructuras de defensa costera en exclusiva, a medida que el desarrollo de técnicas fue reproduciendo las características protectoras de las playas naturales y de los sistemas dunares. El uso resultante de playas artificiales y dunas estabilizadas como enfoque ingenieril resultó un medio económicamente viable y medioambientalmente más amigable para disipar la energía de las olas y proteger los desarrollos costeros.
Durante los últimos cien años, el limitado conocimiento de los procesos de transporte sedimentario costero al nivel de las autoridades locales a menudo ha desembocado en medidas inapropiadas destinadas a combatir la erosión costera. En muchas ocasiones, tales medidas han resuelto localmente la erosión costera, pero han exacerbado los problemas erosivos en otras localizaciones -diez kilómetros más allá- o han creado otros problemas ambientales.

#### Código de Conducta Europeo
La fuente esencial en materia de ingeniería costera es el Código de Conducta Europeo para las Zonas Costeras publicado por el Consejo Europeo en 1999. Este documento fue elaborado por el Grupo de Especialistas en Protección del Litoral y sirve de base a las legislaciones y prácticas nacionales.
El Grupo de Especialistas se creó en 1995, en virtud de una decisión del Comité de Ministros del Consejo de Europa. Subrayó la necesidad de una gestión y planificación integradas, pero que las zonas costeras seguían deteriorándose. El Grupo afirmaba que ello se debía a las dificultades para aplicar el concepto de "gestión integrada". El Grupo propuso que el Consejo Europeo cooperara con la Unión Costera y Marina (EUCC) y el Programa de las Naciones Unidas para el Medio Ambiente (PNUMA).

## Retos actuales en la Gestión Costera
La zona costera es un área dinámica de cambios naturales y de uso humano creciente. Aunque ocupa menos del 15% de la superficie emergida de la Tierra, acoge a más del 50% de la población mundial (se estima que más de 3,1 mil millones de personas viven a menos de 200 kilómetros del mar). Dado que se espera que las tres cuartas partes de la población mundial residirán en la zona costera para 2025, las actividades humanas originadas en esta pequeña porción de territorio impondrán una presión desorbitada sobre el sistema global. Las zonas costeras contienen riqueza en recursos para producir bienes y servicios además de albergar a la mayor parte de las actividades comerciales e industriales. En la Unión Europea, casi la mitad de la población actual vive a menos de 50 kilómetros del mar y los recursos de las zonas costeras producen gran parte de sus riquezas económicas. Tanto la pesca, como el transporte marítimo y el turismo compiten por el espacio vital a lo largo de los 89.000 kilómetros estimados[cita requerida] de línea de costa, y las zonas costeras contienen algunos de los más valiosos y frágiles hábitats naturales de Europa. Las protecciones costeras consistieron hasta los 50's en la interposición de estructuras estáticas entre el mar y la tierra para prevenir la erosión y/o las inundaciones, teniendo una gran tradición. Para este periodo se han desarrollado nuevas técnicas o políticas amigables para preservar el medio ambiente cuando esto es posible. Siguen siendo de importancia cuando se trata de zonas bajas que requieren protección. Por ejemplo: Venecia, Nueva Orleans, Holanda o el mar Caspio.
La protección contra los ascensos del nivel del mar en el siglo XXI cobrará especial importancia, a medida que el ascenso del nivel del mar se está acelerando en la actualidad. Esto representará un reto para la gestión costera, dado que los diques y rompeolas son por lo general costosos de construir, por lo que los costes de la construcción de protecciones para plantar cara al ascenso del nivel del mar pueden ser enormes.
Los cambios en el nivel del mar provocan respuestas adaptativas directas de las playas y de los sistemas costeros, como podemos ver en la sucesión de un descenso del nivel del mar. Cuando el nivel del mar asciende, los sedimentos costeros son parcialmente desplazados hacia arriba por las olas y por la energía de las mareas, de manera que el proceso de ascenso del nivel del mar tiene una componente de transporte de sedimentos hacia tierra. Esto desemboca en un modelo dinámico de los efectos del ascenso con desplazamientos continuos de los sedimentos que no es compatible con los modelos estáticos donde los cambios de la línea de costa están basados solamente en los datos topográficos.

## Enfoques planificadores
Existen cinco estrategias genéricas para la defensa costera: 
- No hacer nada, preparar un eventual abandono del lugar y suspender actividades humanas en la zona.
- Gestionar el retroceso o la realineación, lo cual representa que los planes de retroceso adopten soluciones ingenieriles que reconozcan los procesos naturales de ajuste, e identifiquen una nueva línea de defensa donde construir nuevas defensas
- Mantener la línea actual, proteger la línea de costa, con lo que se construyen diques alrededor de la línea de costa.
- Avanzar hacia el mar, mediante la construcción de nuevas defensas mar adentro de las originales
- Intervenir limitadamente, adaptarse, haciendo ajustes para ser capaz de arreglárselas con las inundaciones, que alcancen las tierras costeras y los edificios verticalmente

La decisión de qué estrategia adoptar corresponde a cada lugar específico, en función del patrón de cambio relativo del nivel del mar, las condiciones geomorfológicas, la disponibilidad de sedimentos y la erosión, a lo que hay que añadir una serie de factores sociales, económicos y políticos.
De forma alternativa, se pueden emplear enfoques de la gestión integrada en áreas litorales para prevenir el desarrollo en las zonas propensas a la erosión o a las inundaciones. La gestión del crecimiento puede representar un reto para las autoridades locales costeras quienes a menudo se las ven y se las desean para proveer las infraestructuras necesarias para las nuevas personas residentes que vienen buscando nuevas formas de vida en la costa. Las inversiones en transporte sostenible para reducir el promedio de la huella ecológica de las personas visitantes de las costas son a menudo una buena manera de salir del atasco costero. Algunos ejemplos son Dongtan y la vía oceánica de la Costa Dorada de Queensland, Australia.

### No hacer nada
La opción de 'no hacer nada', que supone no proteger, es una vía barata y conveniente para dejar que la costa se cuide a sí misma. Implica el abandono de infraestructuras costeras cuando están expuestas a la erosión costera, y un retroceso gradual tierra adentro o bien una evacuación y relocalización en algún otro lugar. Esta opción es medioambientalmente amigable y la única contaminación que produce es durante el proceso de reasentamiento. Sin embargo significa la pérdida de muchos terrenos a cuenta del mar y que la gente pierda sus casas y hogares.

### Gestionar el retroceso
Gestionar el retroceso es una alternativa frente a construir o a mantener estructuras costeras. El retroceso controlado permite que zonas que no estaban previamente expuestas a inundaciones por parte del mar pasen a ser inundadas. Este proceso se da en  zonas bajas estuarinas o deltaicas y casi siempre implica la inundación de tierras que en algún momento pasado habían sido reclamadas por el mar. El retroceso controlado representa a menudo una respuesta frente a cambios en el balance sedimentario o frente ascensos del nivel del mar. Esta técnica es empleada cuando los terrenos adyacentes al mar son de poco valor. Se toma esta decisión para permitir que los terrenos se erosionen e inunden, creando nuevos hábitats marinos, intermareales y marismeños. Este proceso puede continuar durante muchos años dando lugar a una estabilización natural.
El primer retroceso controlado en el Reino Unido fue en un área de 0,8 ha en la Isla de Northey en Essex, tras las inundaciones de 1991. Esto fue seguido por Tollesbury y Orplands, también en Essex, donde se rompieron los diques en 1995. En el delta del Ebro (España) las autoridades costeras tienen planeado un retroceso controlado en respuesta a la erosión costera (MMA 2005, Sitges, Meeting on Coastal Engineering; EUROSION project).  
Coste - El principal coste suele ser la compra de las tierras a inundar. Pueden ser necesarias compensaciones para la relocalización de las personas residentes. Cualquier otra estructura antropogénica que vaya a ser engullida por el mar ha de ser adecuadamente desmantelada para prevenir la contaminación marina. En algunos casos, debe construirse un muro de retención para proteger la tierra más allá del área a inundar, aunque estas estructuras suelen ser generalmente más bajas que las que serían necesarias para proteger la costa existente. La supervisión de la evolución del área inundada representa un coste adicional. Los costes pueden disminuir si se deja que las defensas existentes vayan fallando de forma natural, pero a menudo los proyectos de realineamiento costero serán manejados más activamente, por ejemplo mediante la creación de grietas artificiales en las defensas existentes para permitir la entrada al mar en un lugar dado y de una manera predeterminada, o mediante la preparación de canales de drenaje previos para la creación de marismas.

### Mantener la línea actual
Las estrategias humanas en la costa se han basado ampliamente en respuestas ingenieriles estáticas, mientras que la costa está en un equilibrio dinámico, o se esfuerza por estarlo. Se siguen construyendo estructuras costeras sólidas porque protegen costosas propiedades e infraestructuras, pero usualmente desplazan el problema corriente abajo o a otras partes de la costa. Las soluciones blandas como las regeneraciones de playas parecen más aceptables aunque sean temporales y necesiten recargas periódicas, y de alguna manera restauran el natural dinamismo de la línea de costa[cita requerida]. Aun así en muchos casos existe una herencia de decisiones que fueron tomadas en el pasado que hacen aflorar en el presente muchas de las amenazas a las infraestructuras costeras y que necesitan inmediata protección. Por ejemplo, la escollera y paseo marítimo de muchas ciudades costeras en Europa representa una utilización altamente intervenida del espacio principal del frente marítimo, que podría ser preferiblemente designado como espacio abierto público, parque y servicios, si estuviera disponible ahora. Tales espacios abiertos podrían proporcionar también una gran flexibilidad en términos de cambios futuros del uso del suelo, por ejemplo cara a un retroceso controlado, enfrentando las amenazas de erosión o de inundación resultantes del ascenso del nivel del mar. Las áreas dunares representan reservas naturales disponibles en caso de eventos extremos, la construcción en estas áreas deja poca opción excepto la de tomar costosas medidas de protección contra la amenaza de dichos eventos extremos (no importa si amplificados o no por el cambio gradual global). El retroceso controlado puede incluir baterías de medidas, como las servidumbres progresivas y otras herramientas de planificación incluidas las de la construcción sobre la base de unas determinadas durabilidades diseñadas. El mantenimiento de estas estructuras o técnicas blandas puede llegar a un punto crítico (medioambiental o económico) que lleve a cambiar la adopción de la estrategia.
- Técnicas estructurales o de ingeniería dura, p. ej. el uso de hormigón fijo y de construcciones de rocas para "fijar" la línea de costa y proteger los activos localizados detrás. Estas técnicas -- escolleras, rompeolas, diques exentos y revestimientos -- representan una parte significativa de la protección de la línea de costa en Europa (más del 70%).

- Técnicas de ingeniería blanda (p.ej. regeneraciones de playas), la construcción usando los procesos naturales y basándose en elementos naturales como arena, dunas y vegetación para prevenir que las fuerzas erosivas lleguen al interior de la costa. Estas técnicas incluyen la regeneración de playas y la estabilización de dunas de arena.

### Avanzar hacia el mar
La inutilidad de intentar predecir escenarios futuros cuando hay grandes influencias humanas es evidente. Incluso el clima futuro es en cierta medida función de lo que los seres humanos decidamos hacer con él, por ejemplo reduciendo las emisiones de gases de efecto invernadero para controlar el cambio climático. En alguno casos - allí donde se necesiten nuevas áreas para nuevos desarrollos ecológicos o económicos - puede adoptarse una estrategia de avanzar hacia el mar. Algunos ejemplos tomados de EUROSION son: Bahía de Koge (Dinamarca), el estuario occidental de Scheldt (Holanda), Châtelaillon-Plage (Francia) y el delta del Ebro (España).
Hay un inconveniente obvio en esta estrategia. La erosión costera está ampliamente extendida en la actualidad y hay muchas costas donde mareas excepcionalmente altas o las marejadas ciclónicas dan lugar a invasiones de la costa, afectando a la actividad humana. Si el mar asciende, muchas costas que desarrollaron infraestructuras a lo largo de la línea de costa o cerca de ella, serán incapaces de adaptarse a la erosión, y experimentan lo que se denomina un "estrechamiento de la costa". Esto ocurre cuando las áreas ecológicas o geomorfológicas que normalmente se retirarían tierra adentro se encuentran con estructuras sólidas que lo impiden. Las marismas, los manglares y los humedales costeros o de agua dulce adyacentes son particularmente propensas a sufrir este estrechamiento.

### Intervención limitada
Las intervenciones limitadas son acciones que se toman cuando la gestión del problema solo lo resuelve en cierta medida, normalmente en zonas de poca relevancia económica. Las medidas de intervención limitada a menudo implican fomentar la sucesión de marismas y dunas arenosas. Con esto se consigue normalmente que la tierra tras la marisma esté suficientemente protegida, ya que la energía de las olas se verá disipada por el sedimento acumulado y por la nueva vegetación residente en el hábitat recientemente formado. Aunque la nueva marisma no es estrictamente atribuible al ser humano, ya que muchos procesos naturales contrubuirán a la sucesión de la marisma, los factores antropogénicos son responsables parcialmente de su formación ya que un empuje inicial puede ser necesario para ayudar a comenzar el proceso de sucesión.

## Técnicas constructivas
Lo que sigue es un catálogo de técnicas relevantes que pueden ser empleadas como técnicas de gestión costera. Los costes son estimaciones groseras realizadas durante 2005, basadas en libras esterlinas.

### Técnicas constructivas duras

#### Groynes
Los Groynes son barreras o muros perpendiculares al mar hechos de madera, cemento y/o rocas. Los materiales de la playa se acumulan allá donde la corriente de deriva litoral es predominantemente en una dirección, creando una playa más ancha y desarrollada, y por lo tanto mejorando la protección de la costa porque el material arenoso filtra y absorbe la energía de las olas. Sin embargo, existe una pérdida correspondiente de material arenoso aguas abajo de la corriente de deriva, por lo que se ha de construir otro groyne ahí. Además, los groynes no protegen la playa contra las olas de temporal y si se colocan demasiado juntos se crean corrientes que llevan el material arenoso fuera de la costa.
Los groynes son medidas de defensa costera extremadamentes efectivas en coste, requiriendo poco mantenimiento, y son unas de las estructuras de defensa costera más extendidas. Sin embargo, se los ve cada vez más como perjudiciales para la estética de la línea costera y encuentran una fuerte oposición en muchas comunidades costeras.
Muchos expertos y expertas consideran los groynes como una solución "blanda" dada la mejora de la playa existente.
El coste estimado es de £200.000 por groyne, unas £60 por metro.
Además de su elevado coste, existe un problema llamado el Síndrome del Groyne Terminal. El último groyne que se construye, o groyne terminal, impide que la deriva litoral aporte materiales desde las localizaciones cercanas. Este es un problema muy común en las costas británicas de Hampshire y de Sussex.

#### Muros
Los muros, normalmente de mampostería, hormigón o roca, se construyen en la base de los acantilados o para proteger asentamientos contra la erosíón o las inundaciones. Los muros al estilo antiguo reflejan toda la energía de las olas de vuelta al mar, y para ello a menudo los muros se culminaban en forma combada lo que incrementa además la turbulencia local, resuspendiendo la arena y los sedimentos durante las tormentas.
Los muros modernos intentan destruir la mayor parte de la energía incidente, con el resultado de menores olas reflejadas y la reducción de la turbulencia, para lo que toman la forma de revestimientos en pendiente. Los diseños actuales son realizados con formas porosas de rocas y elementos de hormigón (Seabees, SHEDs, Xbl), con tramos intermedios de escalones para el acceso a la playa, mientras que en los lugares donde se requiere un elevado grado de acceso peatonal, los escalones se distribuyen en todo el frente, pero a una pendiente más plana si han de alcanzarse los mismos niveles de coronación.
Se ha de tener cuidado con la elección del lugar donde colocar el muro, particularmente en relación con el prisma barrido por el perfil de la playa, a las consecuencias de recesiones de la playa a largo plazo, y con respecto al nivel de coronación de servicio. Estos factores han de ser tenidos en cuenta al evaluar la relación entre el coste y el beneficio, que debe ser favorable para que la construcción del muro esté justificada.
Los muros pueden hacer que las playas pasen a ser disipativas, volviéndolos inútiles para sus propósitos. Su presencia puede dejar una cicatriz en el paisaje que intentan salvar.
Algunos ejemplos modernos son los de Cronulla (NSW, 1985-6), Blackpool (1986-2001), Lincolnshire (1992-1997) y Wallasey (1983-1993). Los emplazamientos de Blackpool y de Cronulla pueden ambos ser visitados mediante Google Earth y con cámaras web locales (Cronulla, Cleveleys).
Un ejemplo más interesante es el muro en Sándwich Kent, donde un muro de "Seabee" está enterrado a las espaldas de la playa bajo los guijarros con el nivel de coronación en el nivel del bordillo de la carretera.
Los muros son probablemente el segundo método más tradicional utilizado en gestión costera.
El coste estimado es de entre £800 y £5,000 por metro lineal.